# Phosphaticola gemmatella
Phosphaticola gemmatella är en fjärilsart som beskrevs av Pierre E.L. Viette 1951. Phosphaticola gemmatella ingår i släktet Phosphaticola och familjen fransmalar. Inga underarter finns listade i Catalogue of Life.